# Parablastus
Parablastus  (лат.) — род наездников из семейства Ichneumonidae (подсемейство Tryphoninae).

## Описание
Небольшие наездники, умеренно плотного телосложения. Длина тела 5—8 мм. Усики немного короче тела. Голова сравнительно крупная.

## Список видов
В составе рода:
- Parablastus bituberculatus Kasparyan, 1973
- Parablastus ibericus Kasparyan